# گئورگی گارانیان
گئورگی آرامی گارانیان (ارمنی: Գեորգի Արամի Գարանյան; روسی: Гео́ргий Ара́мович Гараня́н؛ زاده ۱۵ اوت ۱۹۳۴ – درگذشته ۱۱ ژانویهٔ ۲۰۱۰) آهنگ‌ساز فیلم، رهبر گروه، و موزیسین جاز اهل ارمنستان بود. وی بین سال‌های تا میلادی فعالیت می‌کرد.

## زندگی‌نامه
در ۱۵ اوت ۱۹۳۴ در مسکو به دنیا آمد و از کنسرواتوار دولتی چایکوفسکی مسکو فارغ‌التحصیل شد. وی همچنین برندهٔ جوایزی همچون هنرمندان افتخاری جمهوری شوروی فدراتیو سوسیالیستی روسیه، جایزه دولتی فدراسیون روسیه و هنرمند مردمی روسیه شده‌است. گارانیان عضو اتحادیه آهنگسازان شوروی بود. وی در ۱۱ ژانویهٔ ۲۰۱۰ در سن ۷۵ سالگی در کراسنودار بر اثر ایست قلبی درگذشت و در آرامستان واگانکوفسکوی به خاک سپرده شد.

## نگارخانه

- پرونده:Tomb of Garanyan.jpg